# Bitwa nad Newą
Bitwa nad Newą – starcie zbrojne, które miało miejsce 15 lipca 1240 pomiędzy szwedzką armią pod dowództwem (prawdopodobnie) Birgera Magnussona a wojskami nowogrodzkimi dowodzonymi przez księcia Aleksandra Newskiego.
Jako powód ataku Szwedów uznaje się osłabienie państwa Rusinów po niszczącym ataku Mongołów w 1237 roku. Szwedzi, starając się wykorzystać osłabienie kraju, zamierzali zdobyć strategicznie ważne tereny w dorzeczu Newy oraz miasto Stara Ładoga, które odgrywały poważne znaczenie w zabezpieczeniu dróg handlowych między północą a południem.
Po wkroczeniu Szwedów na ziemie ruskie, Aleksander poprowadził swoją armię wzdłuż Wołchowu, osiągając Starą Ładogę zanim jeszcze dotarł tam nieprzyjaciel. W mieście do wojsk Nowogrodzian dołączyły miejscowe siły, które wzmocniły armię Aleksandra. W międzyczasie Szwedzi, którym towarzyszyły wojska fińskie i norweskie, wtargnęli w dorzecze Iżory.
Dnia 15 lipca 1240 Rusini wykorzystali gęstą mgłę, atakując obóz szwedzki. Efekt zaskoczenia przyniósł skutek, a Szwedzi ponieśli dotkliwą klęskę. Pozostałości armii najeźdźczej wycofały się w popłochu na północ. Według kronik w trakcie walki Aleksander miał wykłuć oko Birgerowi.
Zwycięstwo nad Newą dowiodło wysokich zdolności dowódczych Aleksandra, który zyskał przydomek Newskiego. Bitwa zapobiegła szwedzkiej inwazji na Ruś i zabezpieczyła granicę rusko-szwedzką na wiele dziesięcioleci.